# Koerberiaceae
Koerberiaceae is een botanische naam voor een familie van korstmossen behorend tot de orde Peltigerales. Het typegeslacht is Koerberia.

## Geslachten
De familie bestaat uit de volgende vier geslachten:
- Henssenia
- Koerberia
- Steinera
- Vestergrenopsis